# Sphodros
Sphodros Walckenaer, 1835  è un genere di ragni migalomorfi appartenente alla famiglia Atypidae dell'ordine Araneae.
Il nome deriva dal greco σφοδρός, sphodròs, cioè forte, eccedente, poderoso, ad indicare l'abnorme grandezza dei cheliceri in proporzione alla lunghezza del corpo.

## Caratteristiche

### Cefalotorace
Il cefalotorace ha la pars cephalica fortemente elevata frontalmente e la pars thoracica ribassata; gli occhi sono posizionati su un tubercolo trasverso compatto. Lo sterno di questi ragni è fuso con il labium e ha 4 paia di sigilla: le paia posteriori abbastanza approssimate e allargate, le altre paia sono progressivamente più piccole. Le coxae dei pedipalpi hanno un'estensione lobulare prominente di lunghezza pari o superiore alla parte basale. I cheliceri hanno grandi dimensioni, orizzontali, senza rastellum ed hanno il margine anteriore allineato con la fila di denti aguzzi. 

### Zampe
Le zampe sono appena spinose senza artigli o scopulae sui tarsi; i tricobotri sono allineati in fila sui tarsi e sui metatarsi; il blocco tarsale ha forma plesiomorfa (con lobo sporgente senza creste concentriche che occupa tutta la superficie), a volte sormontato da piccole creste. 

### Opistosoma
L'opistosoma ha forma subovale, con un unico tergite grande sopra la base che forma nei maschi uno scutum. Le filiere sono sei: quelle laterali anteriori sono strette e unisegmentate; quelle posteriori mediane sono larghe e unisegmentate, con punte triangolari oblique; infine la laterali posteriori sono allungate, in genere trisegmentate, raramente quadrisegmentate.

### Peculiarità
I maschi di questo genere si possono distinguere da quelli del genere Atypus dallo sterno alquanto liscio, privo di creste marginali e piuttosto lungo, e dal loro embolo, curvo e allungato, che giace su una guida anch'essa curva e allungata; le femmine invece si differenziano per l'epigino che ha quattro lunghi tubi a spirale recanti alla base i ricettacoli.

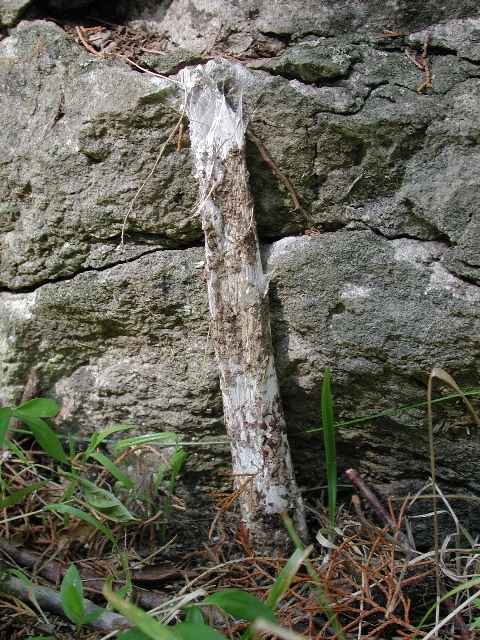
tubo setoso, parte fuoriuscente

## Comportamento
Come i ragni del genere Atypus, anche gli Sphodros vivono in un tubo setoso parallelo al terreno, per una ventina di centimetri circa seppellito e per altri 8 centimetri fuoriuscente. Il ragno resta in agguato sul fondo del tubo: quando una preda passa sulla parte esterna, le vibrazioni della tela setosa allertano il ragno che scatta e la trafigge, per poi rompere la sua stessa tela, portarsi la preda nella parte interna e cibarsene..

## Distribuzione
Sono ragni il cui areale principale è negli Stati Uniti, con l'eccezione di Sphodros niger presente anche in Canada e Sphodros paisano in Messico. Negli Stati Uniti sono presenti in particolare in Florida, Rhode Island, New York, Pennsylvania, Ohio, Wisconsin, Illinois, Michigan, Delaware, Maryland, Tennessee, Louisiana, Arkansas ed Oklahoma; più rari in Alabama, Georgia, Kentucky e Virginia.

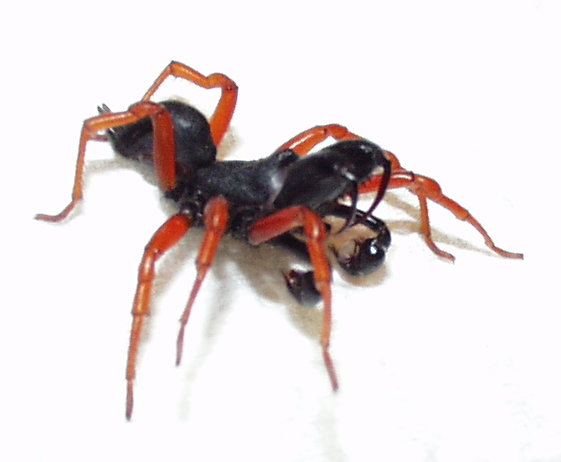
Sphodros rufipes

## Tassonomia
Attualmente, a giugno 2012, si compone di sette specie:
- Sphodros abboti Walckenaer, 1835[7] — USA
- Sphodros atlanticus Gertsch & Platnick, 1980 — USA
- Sphodros coylei Gertsch & Platnick, 1980 — USA
- Sphodros fitchi Gertsch & Platnick, 1980 — USA
- Sphodros niger (Hentz, 1842) — USA, Canada
- Sphodros paisano Gertsch & Platnick, 1980 — USA, Messico
- Sphodros rufipes (Latreille, 1829) — USA